# زیگزاگ (اورگن)
زیگزاگ (به انگلیسی: Zigzag) یک منطقهٔ مسکونی در ایالات متحده آمریکا است که در شهرستان کلاکاماس، اورگن واقع شده‌است. زیگزاگ ۴۳۰٫۹۹ متر بالاتر از سطح دریا واقع شده‌است.